# 鴨島大菊人形
鴨島大菊人形（かもじまだいぎくにんぎょう）は、徳島県吉野川市鴨島町鴨島の吉野川市役所で毎年秋に開催される菊人形の展示会。

## 歴史
1925年（大正14年）に筒井製糸が旧鴨島町民の娯楽の為に開催したのが始まりである。それが好評で、1927年（昭和2年）には現在の麻植協同病院の東側に「菊遊座」がオープンし、菊人形展が盛大に行われるようになった。また菊の愛好家達で作る「菊友会」も設立され、1928年（昭和3年）には昭和天皇に菊花を献上するまでになった。
その後、菊人形展は第二次世界大戦中に一時中断したものの1949年（昭和24年）には「有楽座」という菊人形館が誕生し、町外から臨時列車が出るほどの大盛況ぶりだった。しかし、1960年（昭和35年）に火事で全焼し、すぐ復興はするものの経営難になり休業。その後、吉野川遊園地で開催されるようになったが、1968年（昭和43年）に終了した。
1977年（昭和52年）よりJR鴨島駅前で鴨島町観光協会が主催となり復活。1996年（平成8年）からは吉野川市役所イベント広場で開催されるようになり、その年の大河ドラマと菊人形がコラボレーションをしている。
現在では毎年10月から11月中旬まで四国菊花品評会と同時に開催されており、「大菊人形・菊花展」の名称で記載される。

## 交通
- JR徳島線「鴨島駅」より徒歩で約10分。
- 徳島自動車道「土成インターチェンジ」より車で約10分。